# Joseph Silverman
Joseph Hillel Silverman (* 27. März 1955 in New York City) ist ein US-amerikanischer Zahlentheoretiker.
Silverman studierte an der Brown University (Bachelor-Abschluss 1977) und wurde 1982 bei John T. Tate in Harvard mit der Dissertation The Neron-Tate Height on Elliptic Curves promoviert. Von 1982 bis 1986 unterrichtete er (ab 1982 als Moore-Instructor) am MIT, war danach bis 1988 Professor an der Boston University und ab 1988 an der Brown University. 1987 wurde er Sloan Research Fellow.
Silverman beschäftigt sich mit arithmetischer algebraischer Geometrie und Zahlentheorie. Er entwickelte auch kryptographische Algorithmen (NTRUEncrypt, NTRUSign), die er als Mitgründer von NTRU Cryptosystems (zusammen mit Jeffrey Hoffstein, Jill Pipher und Daniel Lieman) auch vermarktet. Bekannt ist er für seine beiden Bücher über die Zahlentheorie elliptischer Kurven, die Standardwerke sind. Für diese Bücher erhielt er den Leroy P. Steele Prize der American Mathematical Society, deren Fellow er ist.
2022 war er eingeladener Sprecher auf dem Internationalen Mathematikerkongress (Arithmetic dynamics: a survey).

## Bücher
- The Arithmetic of Elliptic Curves (= Graduate Texts in Mathematics. 106). Springer, New York NY u. a. 1986, ISBN 0-387-96203-4.
- mit John T. Tate: Rational Points on Elliptic Curves (= Undergraduate Texts in Mathematics.). Springer, New York NY u. a. 1992, ISBN 0-387-97825-9.
- Advanced Topics in the Arithmetic of Elliptic Curves (= Graduate Texts in Mathematics. 151). Springer, New York NY u. a. 1994, ISBN 0-387-94328-5.
- A Friendly Introduction to Number Theory. Prentice Hall, Upper Saddle River NJ u. a. 1997, ISBN 0-13-263799-5.
- als Herausgeber mit Gary Connell, Glenn Stevens: Modular Forms and Fermat’s Last Theorem. Springer, New York NY u. a. 1997, ISBN 0-387-94609-8.
- mit Marc Hindry: Diophantine Geometry. An Introduction (= Graduate Texts in Mathematics. 201). Springer, New York NY u. a. 2000, ISBN 0-387-98975-7.
- The Arithmetic of Dynamical Systems (= Graduate Texts in Mathematics. 241). Springer, New York NY u. a. 2007, ISBN 978-0-387-69903-5.
- mit Jeffrey Hoffstein, Jill Pipher: An Introduction to Mathematical Cryptography (= Undergraduate Texts in Mathematics.). Springer, New York NY u. a. 2008, ISBN 978-0-387-77993-5.